# Researchgruppen
Researchgruppen är ett svenskt nätverk av frilansande journalister som startades 2009. Bakom nätverket står Seppuku Media Ekonomisk Förening.
I en artikel om gruppen i Dagens Samhälle beskrivs gruppen som "ett litet frilanskollektiv av skribenter och IT-kunniga personer där de tongivande haft en bakgrund i den autonoma extremvänstern". Artikeln anger också Martin Fredriksson som en av grundarna. I ett reportage i Sveriges radio uppges de vara "En förening och ett nätverk som består av 17 personer med olika bakgrund i den autonoma vänsterrörelsen, flera av dem med våldsamt förflutet".

## Avslöjanden som gruppen gjort
I december 2013 röjde Researchgruppen tillsammans med tidningen Expressen identiteterna på ett antal personer, flera av dem Sverigedemokratiska politiker, som skrivit anonyma kommentarer på sidorna Avpixlat, Fria Tider och Exponerat. År 2014 belönades sex medlemmar av Researchgruppen tillsammans med två medarbetare på Expressen med en Guldspade för detta avslöjande.

### Ytterligare avslöjanden
- En av Researchgruppens första artiklar publicerades i oktober 2009 i Arbetaren och visade hur den morddömde nazisten Hampus Hellekant fortsatt att kartlägga vänsteraktivister efter avtjänat straff.[11]
- I december 2012 avslöjade Researchgruppen att de som står bakom bakom webbplatsen Exponerat är samtliga dömda för brott, inklusive huvudmannen som dömts till fängelse för sexuellt utnyttjande av underårig.[12]
- I december 2013 och september 2014 publicerade Expressen identiteter på flera offentliga personer som skrivit anonymt näthat, däribland många ledande sverigedemokratiska politiker som tvingades avsäga sig sina uppdrag, men även en miljöpartistisk politiker. Avslöjandet av identiteterna baserades på att de lyckades ta reda på e-postdressen via tidskrifters kommentarsfältsfunktion.[13] Detta avslöjande nominerades till Stora Journalistpriset i klassen "Årets avslöjande". Expressen och Researchgruppen fick Guldspaden i klassen Webb 2013 för att ha avpixlat Avpixlat.[14] Se Sverigedemokraternas historia#Näthat avslöjas.
- I februari 2015 publicerade Aftonbladet en granskning av Flashback Forum som gjorts tillsammans med Researchgruppen. Den baserades på en databas med användarnamn för Flashback som Researchgruppen och Aftonbladet hade köpt.[15][16] Se Flashback Forum#Aftonbladets Flashbackgranskning 2015.